# Монокристал (підприємство)
Ця стаття про російське підприємство. Про кристал, структура якого неперервна й непорушна у всьому об'ємі див. Монокристал
«Монокристал» — російське підприємство хімічної промисловості, один з основних світових виробників штучного корунду (сапфіру) для оптоелектронної промисловості. Власники — компанія «Роснано» та концерн «Енергоміра» Володимира Полякова. Більше 98 % виручки — експорт.

## Історія
Створено в 1999 році на базі заводу «Аналог», який виробляв кремнієві пластини для мікроелектроніки.
У 2010 році власники планували вивести підприємство на IPO з оцінкою в $0,765—1,071 млрд, але рішення було скасовано через несприятливу ринкову кон'юнктуру.
У 2011 році «Роснано» проінвестувало в підприємство 1,18 млрд рублів, роком пізніше підприємство відкрило виробництво в Китаї.
У 2015 році виручка «Монокристала» склала $108 млн, у тому числі $87 млн — від продажу сапфірових пластин, що зробило його третім за величиною виробником у сапфіровій індустрії та першим — у сегменті виробництва штучного сапфіру. У тому ж році вирощено найбільший у світі монокристал сапфіру вагою понад 300 кг.
У 2019 році розпочалося будівництво другої черги заводу на базі корпусів колишнього радіозаводу «Аналог».
Під час активних бойових дій 1 червня 2023 року в місті Шебекіно Бєлгородської області загорівся завод «Монокристал», який виробляв штучні сапфіри. Російські пабліки повідомляли, що на території заводу знаходилися армійські паливозаправники.